# Dudone (vescovo)
Dudone (X secolo – 15 gennaio 1033) è stato un vescovo italiano, vescovo della diocesi di Acqui dal 1023 al 1033.

## Biografia
Precedentemente diacono di Pavia fu eletto vescovo di Acqui il 24 gennaio 1023.
Tra le sue prime azioni fu il trasferimento dei canonici installati dal vescovo Primo nella chiesa di San Pietro alla cattedrale - la cui costruzione cominciava sotto Primo e continuava sotto l'episcopato di Dudone - sostituendoli con una comunità di monaci benedettini ai quali donava alcune chiese e giurisdizione parrocchiale, cosa che porterà nel XVIII secolo a svariate dispute tra l'abbazia e la cattedrale come testimoniato dalla vertenza del 1224 tra le due chiese che confermava come a partire dal 1023 all'interno di San Pietro risiedessero non più dei canonici secolari ma dei monaci. 
Durante il suo episcopato stabilì alcune modifiche nella liturgia della settimana di Pasqua.
Si presume che al seguito dell'arcivescovo di Milano si recò a una Dieta a Costanza per invitare l'imperatore Corrado II il Salico a recarsi in Italia per venirne incoronato re.
Morì il 15 gennaio 1033 dopo quasi dieci anni di episcopato e nella ricostruzione di Gregorio Pedroca venne sepolto nella Chiesa di San Pietro al fianco del vescovo Arnaldo, suo parente.